# جيري فان دير ليندن
جيري فان دير ليندن (بالهولندية: Gerry van der Linden)‏ هي كاتِبة وشاعرة هولندية، ولدت في 25 نوفمبر 1952 في آيندهوفن في هولندا.

## وصلات خارجية
- الموقع الرسمي